# Саут Парк: Већи, дужи и необрезан
Саут Парк: Већи, дужи и необрезан (енгл. South Park: Bigger, Longer & Uncut) амерички је одрасли анимирани и комични филм из 1999. године заснован на анимираној ТВ серији Саут Парк. Филм је режирао сукреатор серије Треј Паркер. У главним улогама је регуларна телевизијска постава коју чине Паркер, Мет Стоун, Мери Кеј Бергман и Ајзак Хејз, са Џорџом Клунијем, Ериком Ајдлом и Мајком Џаџом у пратећим улогама. Паркер, Стоун и Пем Брејди заслужни су за израду сценарија.
Филм је пре свега усредсређен на тему цензуре и лошег родитељства. Представља пародију и сатиру многих тема из света културе, уметности и свакодневног живота. Сценаријски тим чинили су Паркер, Стоун и Брејди, док су Паркер и Стоун ти који су идеје из сценарија пренели на платно. Музика у филму садржи дванаест оригиналних песама чији су творци Паркер и Марк Шајман. Крајње остварење су продуцирали Комеди сентрал филмс, Скот Рудин продакшнс и Брејниф продакшнс.
Саут Парк: Већи, дужи и необрезан прво је анимирано филмско остварење компаније Комеди сентрал. Само две недеље пре званичне премијере, МПАА је доделио филму оцену Р (енгл. R — Restricted). Премијера је била 30. јуна 1999. у Сједињеним Државама. Филм је добио позитивне оцене уз нарочите похвале на радњу, музику и хумор. Буџет је износио 21 милион америчких долара, док је укупна зарада дошла до 83,1 милион долара. Са толиким приходом, он је постао најуспешнији анимирани филм за одрасле. Тај рекорд је држао све до 2016. године, када га је на том месту заменила Журка кобасица. Песма „Окривите Канаду” донела је Паркеру и Шајману номинацију у категорији оригинална песма на 72. додели Оскара.

## Радња
Прича прати групу дечака коју чине Стен, Кајл, Кени и Ерик који су одлучили да се ушуњају у биоскоп како би одгледали филм забрањен за малолетнике. Остатак њиховог трећег разреда, видевши да ће им другови погледати филм за одрасле, одлучује да брзо крену за њима. Родитељи деце су разјарени утицајем који је филм оставио на њихове младе мозгове и траже да се њихов глас из градића у Колораду чује свуда. Бес доводи до цензуре, цензура доводи до рата и ускоро ће дечаци морати да ризикују своје животе у име слободе. Кад се дим коначно рашчисти и прашина слегне, а Сотона коначно преузме Земљу, сви ће научити две веома важне лекције: комуникација између родитеља и деце је суштински важна и свет је много боље место од када нема Садама Хусеина.

## Улоге
| Глумац                                         | Улога |
| ---------------------------------------------- | --- |
| Треј Паркер                                    | Стен Марш Ерик Картмен Грегори Сотона г. Херберт Гарисон г. Шешир Филип Најлс Ергил Ренди Марш Клад Донован Том (новинар) Кепец који носи бикини (новинар) канадски амбасадор бомбардери г. Меки војни генерал Нед Герблански Кристоф (кртица) Велики геј Ал (глас док пева) Адолф Хитлер додатни гласови |
| Мет Стоун                                      | Кајл Брофловски Кени Макормик Садам Хусеин Теренс Хенри Стут Велики геј Ал прималац улазница Стјуат Макормик Џимбо Керн Џералд Брофловски Батерс Сточ амерички амбасадор додатни гласови |
| Мери Кеј Бергман                               | Лијан Картмен Шила Брофловски Шерон Марш Керол Макормик Венди Тестабургер Клиторис додатни гласови |
| Ајзак Хејз                                     | Кувар (Жером Макелрој) |
| Џеси Хауел Eнтони Крос-Томас Франческа Клифорд | Ике Брофловски |
| Брус Хауел                                     | мушкарац у биоскопу |
| Деб Адер                                       | жена у биоскопу |
| Џенифер Хауел                                  | Бебе Стивенс |
| Џорџ Клуни                                     | др Гуш |
| Брент Спајнер                                  | Конан О’Брајен |
| Мини Драјвер                                   | Брук Шилдс |
| Дејв Фоли                                      | браћа Болдвин |
| Ерик Ајдл                                      | др Воскнокер |
| Ник Роудс                                      | канадски војни пилот |
| Тоди Волтерс                                   | Винона Рајдер |
| Стјуарт Коупленд                               | амерички војник 1 |
| Стенли Џ. Савицки                              | амерички војник 2 |
| Мајк Џаџ                                       | Кени Макормик (глас када не мумла) |
| Хаувард Макгилин                               | Грегори (глас када пева) |